# ميخائيل ساكاشفيلي
ميخائيل نيكوليزيس دزي ساكاشفيلي (بالجورجية: მიხეილ სააკაშვილი)‏(21 ديسمبر 1967 -)، سياسي جورجي أصبح رئيساً الثالث لجورجيا بعد انتخابات يناير 2004 وأعيد انتخابه مرة أخرى سنة 2008 ويعتبر قائد حلف شمال الأطلسى "الناتو"، ولد في العاصمة الجورجية تبليسي لأب طبيب وأم تعمل أستاذة جامعية لمادة التاريخ إبان الحقبة السوفيتية التي كانت تحكم جورجيا، تلقى تعليمه الابتدائي في مسقط رأسه ثم ذهب للدراسة في أوكرانيا وفرنسا قبل أن يلتحق بكلية للحقوق في أمريكا الأمر الذي مكنه من إجادة عدة لغات. انتخب رئيسا لجورجيا خلفاً للرئيسة بالنيابة نينو بورغانادزه ثم استقال بعام 2007 ليتقدم للانتخابات الرئاسية وينتخب ثانية بعام 2008.
في 7 مايو 2020 عَينه الرئيس الرئيس الأوكراني فولوديمير زيلينسكي رئيساً للهيئة التنفيذية للإصلاحات في أوكرانيا.

## حياته
حاصل على الإجازة في القانون من جامعة كييف في أوكرانيا سنة 1992. كما حصل على منحة دراسية في الولايات المتحدة، حيث حصل على دبلوم في القانون بجامعة كولومبيا وآخر بجامعة جورج واشنطن سنة 1994. كماحصل على دبلوم من المعهد الدولي لحقوق الإنسان في ستراسبورغ بفرنسا سنة 1995. وهو متزوج من ساندرا روولف الهولندية الأصل. وهو يتقن بالإضافة إلى الجورجية لغته الأم، الفرنسية والإنجليزية والروسية والأوكرانية فضلا عن الأبخازية والأوسيتية المتداولتين في جورجيا.
عاد إلى جورجيا بعد تخرجه ونيله الشهادة في الحقوق سنة 2000 ونشط في المجال السياسي، كما عين وزيراً للعدل في رئاسة إدوارد شيفرنادزه، لكن بعدما مضايقات الحكومة للمحاميين الشباب والمستجدين وإخضاعهم بالقوة والذين هم تحت إمرته استقال من الحكومة سنة 2002 وأسس حزب معارضة سمي بالحركة الوطنية الجورجية وأصبح زعيم المعارضة ثم انتخب رئيس مجلس العاصمة تبليسي التي تضم ثلث سكان جورجيا، وبعد تشكيله قاعدة شعبية يرتكز عليها استطاع إسقاط حكومة شيفرنادزه عقب ثورة بيضاء غير مسلحة اشتهرت باسم ثورة الورود أحدثها وأعوانه لإدعائهم بأن الحكومة تدخلت في الانتخابات البرلمانية سنة 2003.
وفي سنة 2008 دخلت البلاد تحت قيادته في نزاع عسكري مع روسيا بعد سنين من التوتر حيث أن الروس يتهمونه بموالاة الغرب على عكس سلفه، ويدور النزاع بينهما حول المناطق الانفصالية مثل أبخازيا وأوسيتيا الجنوبية.

## وظائفة وعمله بالسياسة
عمل بمكتب محاماة في نيويورك سنة 1994. وانتخب نائبا في البرلمان سنة 1995. كما عمل مكلفا بمهمة حقوق الإنسان في الفترة الانتقالية التي تلت استقالة الرئيس الجورجي السابق زفياد غامسخورديا. ورأس اللجنة البرلمانية المكلفة بإعداد نظام انتخابي جديد وعدالة مستقلة وشرطة مستقلة سياسياً.
في يناير 2000 عين نائباً لرئيس الجمعية البرلمانية للمجلس الأوروبي. وفي 12 أكتوبر 2000 عين وزيراً للعدل في حكومة الرئيس الجورجي إدوارد شيفرنادزه إلى أن استقال من هذا المنصب في 5 سبتمبر 2001، واستقال من حزب اتحاد المواطنين الجورجيين الذي يقوده الرئيس شيفرنادزه. وفي أكتوبر 2001 أسس الحركة الوطنية الديمقراطية وهو حزب من يسار الوسط. وانتخب في يونيو 2002 رئيساً لجمعية تبليسي.

### ثورة الورد
شارك في الانتخابات التشريعية التي أجريت في نوفمبر 2003 واتهم حكومة شيفرنادزه بتزويرها، فاندلعت بعد ذلك احتجاجات شعبية ضد الحكومة عرفت بثورة الورود. ولقد أدت إلى استقالة شيفرنادزه بدون إراقة الدماء. وكان هو أحد الشخصيات الجورجية البارزة في هذه الثورة الشعبية. وفي 2 فبراير 2004 اندمجت الحركة الوطنية الديمقراطية مع اتحاد الديمقراطيين مؤسسين حزباً واحداً.
في يونيو، قال شيفاردنادزي في تدخله الأسبوعي في المذياع (الراديو) ما يلي :
أقول لهم من الآن، لن تدخلوا إلى جورجيا، كما لم تستطيعوا الدخول إلى أوكرانيا أو إلى روسيا أو إلى أي دولة طلبت منكم الرحيل.

### رئاسة الجمهورية
انتخب رئيساً لجورجيا في 4 يناير 2004 بعد أن حصل على 96% من أصوات الناخبين، وكان حينها يبلغ من العمر 36 سنة ليصبح أصغر رؤساء أوروبا سناً. وقد استقال من الرئاسة بعام 2007 ليترشح في الانتخابات الرئاسية في يناير 2008 والتي فاز بها بنسبة 52.5% من الأصوات.
يعتبر بشكل كبير أنه موال للناتو وللولايات المتحدة الأمريكية. قاد مجموعة من الإصلاحات السياسية والاقتصادية. في عام 2010، كان 67% من الجورجيين يساندونه في سياسته رغم الانتقادات من طرف المعارضة بسبب ميولاته السلطوية وبسبب غش محتمل في الانتخابات.

## روابط خارجية
- ميهائيل ساكاشفيلي على موقع IMDb (الإنجليزية)
- ميهائيل ساكاشفيلي على موقع الموسوعة البريطانية (الإنجليزية)
- ميهائيل ساكاشفيلي على موقع مونزينجر (الألمانية)
- ميهائيل ساكاشفيلي على موقع إن إن دي بي (الإنجليزية)